# Kamma Sutta (Samyutta Nikāya)
Ne doit pas être confondu avec Kāma Sutta (Sutta Nipāta) ou Kamasutra.
Le Kamma Sutta (SN. XXX.145) est le titre d’un des textes de la section «Saḷāyatana Vagga», la quatrième du Samyutta Nikāya (SN). Il s’agit d’un texte court, composé de cinq versets non numérotés. Il a été traduit en allemand et en anglais à partir du pāli, par des indianistes et plusieurs moines theravāda aux XXe et XXIe siècles. Aucune traduction en français n’a été publiée.
Deux autres textes portent des titres presque identiques, ce qui peut être source de confusion: un texte bouddhique, le Kāma Sutta (avec un seul « m »), lequel fait partie du Sutta Nipāta, et le célèbre traité indien Kamasutra. Les trois textes ne traitent pas du même sujet et n’ont aucun lien entre eux.

## Titre
Kamma Sutta est composé de «kamma », qui signifie  « action » (sanskrit IAST) : «karman», « cérémonie rituelle », « œuvre », « rétribution des actes antérieurs » et de « sutta » (pāli ; sanskrit IAST : sūtra) signifiant « aphorisme », « fil », « cordon sacré » « traité de rituel ou d'enseignement canonique » .

Le moine érudit theravadā Walpola Rahula précise que, si littéralement « kamma signifie action, dans la théorie bouddhiste ce mot revêt un sens spécifique: celui d’action volontaire et non pas de n’importe quelle action» et rappelle la définition du karma par le Bouddha: 

« C’est la volition (cetanā), ô bhikkhus que j’appelle karma. Ayant voulu, on  agit au moyen du corps, de la parole  et de l’organe mental,. »

Deux autres textes ont des titres presque identiques, ce qui peut être source de confusion:
- le premier appartient au corpus bouddhique : il s’agit du Kāma Sutta (avec un seul « m »), qui fait partie du Sutta Nipāta. En français (pas en pāli), il y a homophonie, mais pas homographie, car en l’occurrence « Kāma » s’écrit  avec un seul  «m» (sanskrit IAST: «kāma »), terme signifiant « désir ».
- le second est le célèbre traité indien Kāmasūtra, lequel n’a aucun lien avec le corpus bouddhique.

## Historique

### Datation
Il est difficile de dater avec précision les textes du Samyutta Nikaya. Selon le moine theravāda australien Bhikkhu Sujato (en), les différentes recensions suggèrent que le Samyutta Nikaya est le seul recueil à avoir été finalisé durant la période du bouddhisme originel.

### Traductions
La plupart des traductions du  Kamma Sutta ont été réalisées dans le cadre de l’ensemble  du Samyutta Nikaya, en anglais, en allemand, en espagnol, en vietnamien entre autres, mais pas en français.
- Traductions en anglais :

- C.A.F. Rhys Davids,F.L. Woodward (1917–1930): dans le 4e volume de l’ensemble  The Book of the Kindred Sayings;

- Nyāṇatiloka (1952) dans l’ouvrage The Buddha’s Path to Deliverance (Le Chemin de la Délivrance selon Bouddha), une compilation de textes choisis du Sutta Piṭaka ;

- Ṭhānissaro Bhikkhu (en) (1997): Samyutta Nikaya : (35.145) Action. Kamma Sutta ;
- Bhikkhu Bodhi (2003) : dans l’ouvrage The Connected Discourses of the Buddha: A New Translation of the Samyutta;

- Bhikkhu Sujato (en) (2018) : dans l’ouvrage The Linked or Connected  Discourses :Samyutta Nikaya , sutta 35.146  Kamma  Remarque: le sutta est référencé (35.146) au lieu de (35.145).

## Contenu
La 4e section du Samyutta Nikaya dont fait partie le Kamma Sutta, est sous-titrée Saḷāyatana (pāli; sanskritIAST: « ṣaḍāyatana ») mot signifiant les cinq perceptions par les organes sensoriels (yeux, oreilles, nez, langue, peau) plus le mental.
Il ne s'agit pas d’un dialogue mais d’un texte court, qui ne compte que cinq versets (plus la phrase introductive). Le Bouddha s'adresse aux moines  présents, et leur dit qu'il va leur expliquer ce que sont: les « ancien » et « nouveau » karmas; la  « cessation du karma » et le « chemin qui conduit à cette cessation ». Puis, au début de chaque verset, il pose la question « Qu'est-ce que ...? », se rapportant successivement aux quatre points considérés, et à laquelle il répond à la suite.
L'on peut constater que chacun des versets fait référence à une des Quatre nobles vérités:
- la 1re, Dukkha (la souffrance, l’insatisfaction), est présentée comme étant l’ « ancien karma »). Ce sont les maillons 1 et  2 de  la coproduction conditionnée, soit: l’ignorance, les formations mentales;
- la 2e, Samudaya (en) (l’origine de Dukkha), est présentée comme étant  le « nouveau karma ». Ce sont les maillons 3-12 de la coproduction conditionnée, soit dans l’ordre:
3.  la conscience discriminante; 4. le nom et la forme; 5. les six perceptions sensorielles; 6. le contact; 7. la sensation;
8. la soif; 9. l’attachement; 10. le devenir; 11. la naissance (ou « renaissance»); 12.  le déclin et la mort;
- les 3e, Nirodha (la cessation de dukkha) et 4e, Magga (le chemin qui conduit  à la cessation de dukkha, le Noble Chemin octuple).
Dans le verset final, le Bouddha exhorte les moines à  méditer sur ces paroles.

## Texte
Le Kamma Sutta n’est pas un texte se prêtant à de multiples interprétations. Ainsi, pour le traduire à partir du pāli vers l'anglais, les traducteurs ont tous utilisé les mêmes termes, quasi mot pour mot. Celle de Ṭhānissaro Bhikkhu est reproduite  ci-après ,,:

« Action. Kamma Sutta (35.145).

● Monks, I will teach you new & old kamma, the cessation of kamma, and the path of practice leading to the cessation of kamma. Listen & pay close attention. I will speak.

(Moines, je vais vous enseigner le nouveau et l'ancien kamma, la cessation du kamma, et la voie de la pratique conduisant  à la cessation du kamma. Écoutez attentivement.  Je vais parler. )
● Now what, monks, is old kamma? The eye is to be seen as old kamma, fabricated & willed, capable of being felt. The ear… The nose…The tongue… The body… The intellect is to be seen as old kamma, fabricated & willed, capable of being felt. This is called old kamma.

(À présent, moines, qu'est-ce que l’ancien kamma ? L'œil doit être considéré comme ancien kamma, façonné par la volition, capable d'être ressenti. De même l'oreille, le nez, la langue, le corps, le mental doivent  être considérés  comme ancien kamma, façonnés par la volition, capables d'être ressentis. C’est  ce que l’on appelle l’ancien kamma.)
● And what is new kamma? Whatever kamma one does now with the body, with speech, or with the intellect: This is called new kamma.

(Et qu'est-ce que le nouveau kamma ? Tout acte volitionnel que l'on accomplit présentement  par le corps, la parole ou le mental:  C’est ce que l’on appelle le nouveau karma.)
● And what is the cessation of kamma? Whoever touches the release that comes from the cessation of bodily kamma, verbal kamma, & mental kamma: This is called the cessation of kamma.

(Et qu'est-ce que la cessation du kamma ? Quiconque obtient la libération  découlant  de la cessation du kamma corporel, du kamma verbal et du kamma mental : c'est ce qu'on appelle la cessation du kamma.)
● And what is the path of practice leading to the cessation of kamma? Just this noble eightfold path: right view, right resolve, right speech, right action, right livelihood, right effort, right mindfulness, right concentration. This is called the path of practice leading to the cessation of kamma.

(Et qu'est-ce que la voie de la pratique menant à la cessation du kamma ? Seulement  ce noble chemin octuple : vue juste, résolution juste, parole juste, action juste, moyens d'existence justes, effort juste, pleine conscience juste, concentration juste. C'est ce qu'on appelle le chemin de la pratique menant à la cessation du kamma.)
● So, monks, I have taught you new & old kamma, the cessation of kamma, and the path of practice leading to the cessation of kamma. Whatever a teacher should do—seeking the welfare of his disciples, out of sympathy for them—that have I done for you. Over there are the roots of trees; over there, empty dwellings. Practice jhāna, monks. Don’t be heedless. Don’t later fall into regret. This is our message to you.”

(Ainsi, moines, je vous ai enseigné le nouveau et l'ancien kamma, la cessation du kamma, et la voie de la pratique menant à la cessation du kamma. Tout ce qu'un enseignant doit faire ―recherchant le bien-être de ses disciples, par compassion pour eux― je l'ai fait pour vous. Là-bas, il y a les racines des arbres ; là-bas, des demeures vides. Pratiquez jhāna, moines. Ne soyez pas inattentifs. Plus tard n'ayez pas à le regretter. Tel est notre message.) »

Remarque : Nyāṇatiloka, dans l’ouvrage mentionné plus haut, n’a pas traduit le dernier verset du Kamma Sutta, dans lequel le Bouddha encourage  les moines à méditer sur l’enseignement qu’il vient de leur donner.